# Allison Engine Company
Die Allison Engine Company war ein von James Ashbury Allison gegründeter US-amerikanischer Flugmotorenhersteller mit Sitz in Indianapolis. Er ging aus der am 14. September 1915 von James Allison gegründeten Indianapolis Speedway Team Company hervor. Das Unternehmen wurde 1995 von Rolls-Royce übernommen und firmiert seitdem als Rolls-Royce Corporation, welches der Hauptbestandteil von Rolls-Royce North America ist.

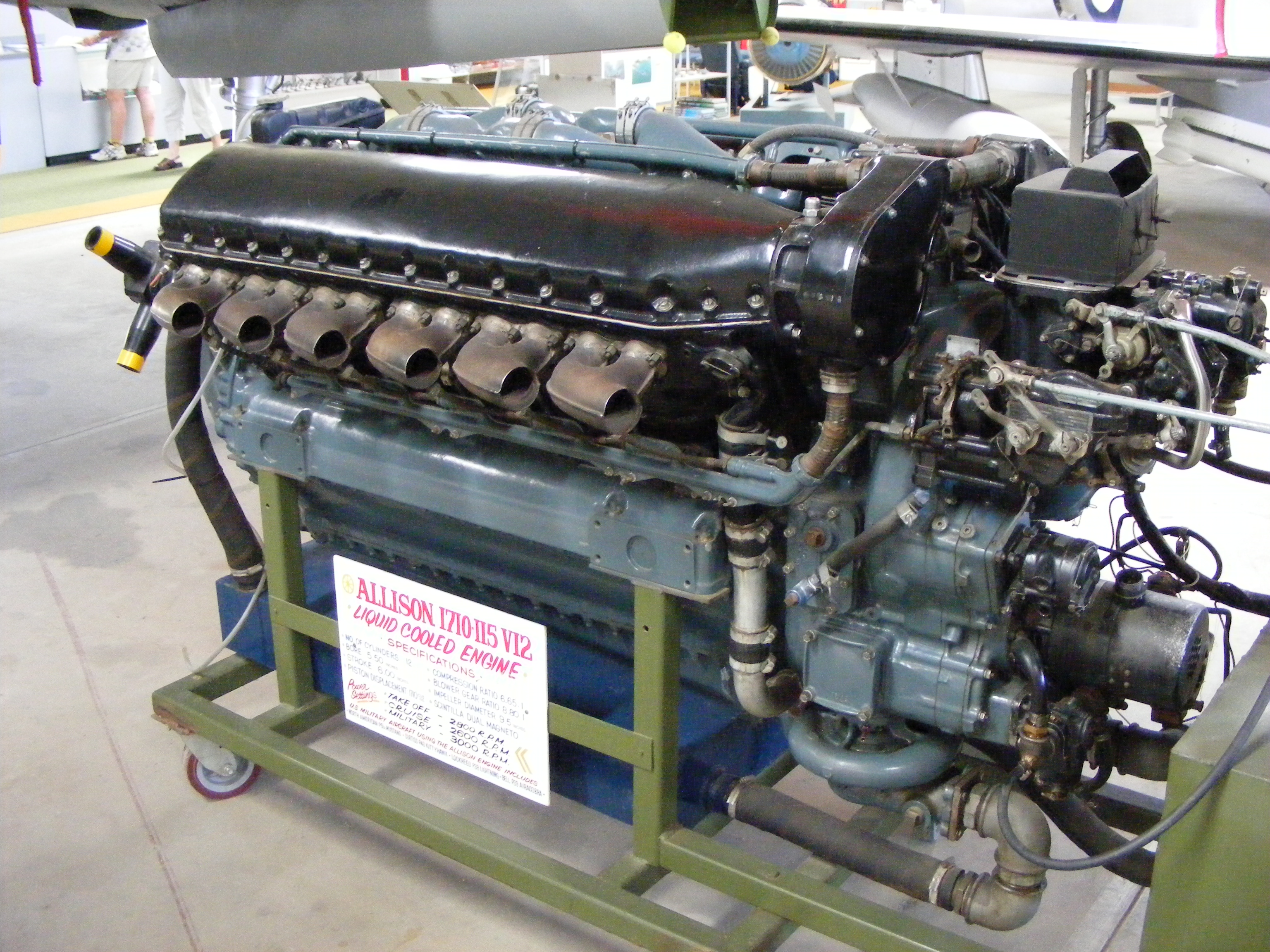
Flugmotor Allison V-1710-115

Allison begann als Fahrzeugtuner am Indianapolis Motor Speedway in Indianapolis. Im Kundenauftrag fertigte Allison Motorteile, die dabei gewonnenen Erkenntnisse der Anforderungen an Flugmotoren führten Allison zur Überarbeitung von Liberty-Motoren aus dem Ersten Weltkrieg. Der Firmengründer konstruierte einen V-12-Motor mit obenliegenden Nockenwellen, starb jedoch 1928. Das Unternehmen wurde an General Motors verkauft und erhielt den Auftrag, aus einem „halben“ V-12 einen Sechszylinder-Reihenmotor zu entwickeln. N.H. Gilman, der Unternehmensführer arbeitete an beiden Projekten weiter. Die Arbeiten sowohl am V-12 als auch am 6-Zylinder ruhten während der Weltwirtschaftskrise weitestgehend. Gilman entwickelte einen V-12 Motor mit projektierten 551 kW (750 PS) Leistung und bot ihn der US Navy an. Diese interessierte sich für den Motor für ihre Luftschiffe, bis 1935 die USS Macon (ZRS-5) als letztes Großluftschiff der US Navy abstürzte.
Zu diesem Zeitpunkt war bereits klar, dass mit dem nun Allison V-1710 genannten Triebwerk ein konkurrenzfähiges Produkt im Entstehen begriffen war. Die US-Armee bestellte eine V-1710C genannte Ausführung. Die Entwicklungsarbeiten wurden jedoch weitestgehend von Allison finanziert. Am 14. Dezember 1936 startete der neue Motor in einer Consolidated A-11A zu seinem Erstflug. Am 23. April 1937 erhielt der nun 736 kW (1000 PS) starke Motor die Musterzulassung (Type Certificate). Er wurde in der Lockheed P-38, Bell P-39, Curtiss P-40 und der North American P-51 verwendet.
Nach dem Kriegsende 1945 begann man mit der Fertigung von Strahltriebwerken. Erstes Modell war die Allison J33 mit Radialverdichter. Wenig später stellte das Unternehmen das Allison J35 mit Axialverdichter her. Mit dem Allison T38 und Allison T54 stieg man in den Markt der PTL-Triebwerke (Turboprop) ein. Moderne Typen sind das Allison AE1107, Allison AE2100 und AE 3007.

## Allison Transmission
1945 gründete General Motors den Nutzfahrzeuggetriebehersteller Allison Transmission.